# Hussein Bassir
 (avril 2012).
Si vous disposez d'ouvrages ou d'articles de référence ou si vous connaissez des sites web de qualité traitant du thème abordé ici, merci de compléter l'article en donnant les références utiles à sa vérifiabilité et en les liant à la section « Notes et références ».
Hussein Bassir (حسين عبد البصير  Ḥusayn ‘Abd al-Baṣīr, né en 1973 au Caire) est un écrivain et archéologue égyptien des pyramides de Gizeh, membre du Conseil suprême des Antiquités égyptiennes, au ministère de la Culture égyptien. Il est également l'un des responsables (chef de site) de l'équipe de fouilles de la vallée des momies dorées à l'oasis de Bahariya.
En 1994, il obtient son diplôme en égyptologie auprès de l'université du Caire.
Quelques années plus tard, en 2004, il obtient une maîtrise au terme de ses études supérieures sur l'Orient à l'université Johns-Hopkins, à Baltimore (Maryland, États-Unis) où il mène actuellement des recherches afin d'accéder à un doctorat.
Avant de partir faire ses études supérieures aux États-Unis, il a travaillé en tant que membre au sein de l'équipe archéologique du Dr Zahi Hawass. Il a aussi participé à de nombreuses fouilles archéologiques sur différents sites d’Égypte.
Il est l'auteur de quelques romans arabes sur l'Égypte ancienne. Ses œuvres incluent également des commentaires sur la littérature arabe, le cinéma arabe, l'égyptologie et l'archéologie. 

## Publications
- À la recherche de Khnoum
- Le Vieux RougeTraduction en français en cours